# 龚春台
龚春台（19世纪？—1912年），原名谢再兴，又名张章年，号月楼，清末革命党人。

## 生平
龚春台是浏阳人，爆竹工人出身，早年加入清军当兵，并加入哥老会。1900年，参加唐才常在汉口准备的暴动，失败后潜回浏阳。1904年加入黄兴组织的“同仇会”。 
1906年春季，同盟會派遣蔡紹南前往萍鄉一帶，聯絡萍、瀏、醴地區的會黨。在當時，萍、瀏、醴地區的會黨。分哥老會、洪福會及武教師會三派，各派分立，不相統屬。蔡紹南到達萍鄉之後，與當地會黨各派首領取得了聯絡。邀集各會黨頭目百餘人舉行秘密會議，誓死同盟，「滅滿興漢」，會議共立六龍山號洪江會，共推龔春臺為龙头老大。组织发展迅速，起義前已有會員二十多萬人。12月4日，龚春台宣布“起义”，组织“中华国民军南军革命先锋队”，担任都督。发布檄文，号召“推翻满清，建立共和、与四万万同胞同享平等权利，获自由幸福”，打出“民主共和”的旗号。队伍达三万人，势力发展到湖南、江西十多个县。后来遭到镇压，12月12日，龔春臺與蔡紹南化名循走，潜入长沙。洪江會主力軍至此亙解。
1911年，武昌起义爆发。龚春台忽然出现，率领数百人，自称北伐义军开赴南京。因南北议和成功，龚春台返回汉口。1912年，龚春台因劳累过度呕血身亡。

## 年号
汪文溥《醴陵平匪日記》記載龔春臺起義時「偽年號漢德元年」。但據龔春臺於光緒三十二年十月十九日（1906年12月4日）以「中華國民軍南軍革命先鋒隊」名義發布的《中華國民軍檄文》，款署：「黃帝紀元四千六百零四年歲次丙午十月吉日。」

## 深入閱讀
- 李崇智. . 北京: 中华书局. 2004年12月. ISBN 7101025129.